# Hylte kommun
Hylte kommun är en kommun i Hallands län. Centralort är Hyltebruk. Den är delad mellan landskapen Småland, där centralorten ligger, och Halland.
Kommunen, som är Hallands läns enda inlandskommun, ligger över gränsen mellan landskapen Halland och Småland. Den östra delen av kommunen ligger i Finnveden, ett av Smålands traditionella små länder. Genom kommunen rinner ån Nissan.

## Administrativ historik
Kommunens område motsvarar socknarna: Drängsered, Femsjö, Färgaryd, Jälluntofta, Kinnared, Långaryd, Södra Unnaryd och Torup samt en mindre del av Lidhults socken. 
I dessa socknar bildades vid kommunreformen 1862 landskommuner med motsvarande namn. Drängsered, Kinnared och Torup ligger i landskapet Halland och tillhörde då (såsom idag) Hallands län medan Femsjö, Färgaryd, Jälluntofta, Långaryd och Södra Unnaryd ligger i landskapet Småland och tillhörde då (till skillnad från idag) Jönköpings län.
Vid kommunreformen 1952 bildades i området tre så kallade storkommuner: i Småland Hylte (genom sammanslagning av de tidigare kommunerna Femsjö, Färgaryd och Långaryd), Unnaryd (av Bolmsö, Jälluntofta och Södra Unnaryd) samt i Halland Torup (av Drängsered, Kinnared och Torup). 
Hylte kommun bildades vid kommunreformen 1971 genom en ombildning av Hylte landskommun. Samtidigt överfördes större delen av Bolmsö församling (området kring själva Bolmsö) i dåvarande Unnaryds kommun till Ljungby kommun i Kronobergs län samtidigt som en mindre del av församlingen (norr om Bolmen) överfördes till Värnamo kommun.
1974 skapades dagens Hylte kommun genom en sammanslagning av Hylte med Torups kommun och huvuddelen av Unnaryds kommun (Jälluntofta och Södra Unnaryds församlingar) samt en liten del från Ljungby kommun (en mindre del av Lidhults församling). En kommun kan inte tillhöra mer än ett län, varvid länstillhörigheten sattes till Hallands län.
Kommunen ingick från bildandet till 1974 i Värnamo domsaga och ingår sedan 1975 i Halmstads domsaga.

## Geografi

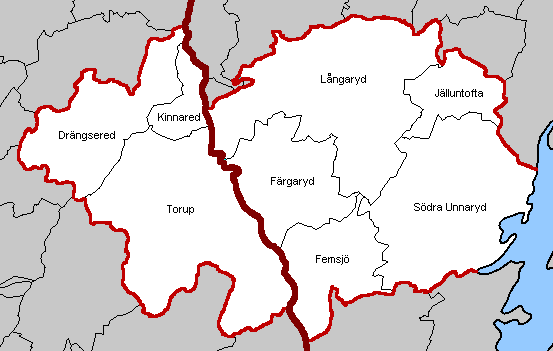
Socknar i Hylte kommun. Kommungränsen i rött och landskapsgränsen mellan Halland och Småland i mörkrött.

Hylte kommun gränsar i väster till Falkenbergs kommun i Hallands län, i söder till Halmstads kommun i Hallands län och Ljungby kommun i Kronobergs län samt i norr till Gislaveds kommun i Jönköpings län.
Vid rikets arealberäkning den 1 januari 2012 av Statistiska centralbyrån hade Hylte kommun fem exklaver inom andra kommuners gränser. Av dessa ligger fyra inom Gislaveds kommun och en inom Halmstads kommun.

### Topografi och hydrografi
Kommunens landskap kännetecknas av bergkullar med små höjder och sjöar eller myrområden mellan dem. Ringsmossen–Troppamossen–Mogölsmyren är områden med väletablerade myrväxtsamhällen och en mångfaldig fågelliv. Nissans dalgång följer främst en sydvästlig riktning och är till stor del fylld med material från forntida isälvar. I området kring Torup har smältvatten från issjöar skapat djupa raviner ner mot Nissan. Här hittar man idag vattendrag som Färgeån och Snokabäcken. Den östra delen av kommunen, som huvudsakligen består av gnejsberggrund, är rik på näringsfattiga, klara sjöar.

### Administrativ indelning
Fram till 2016 var kommunen för befolkningsrapportering indelad i fem församlingar: Femsjö församling, Färgaryds församling, Långaryds församling, Torups församling och Unnaryds församling.

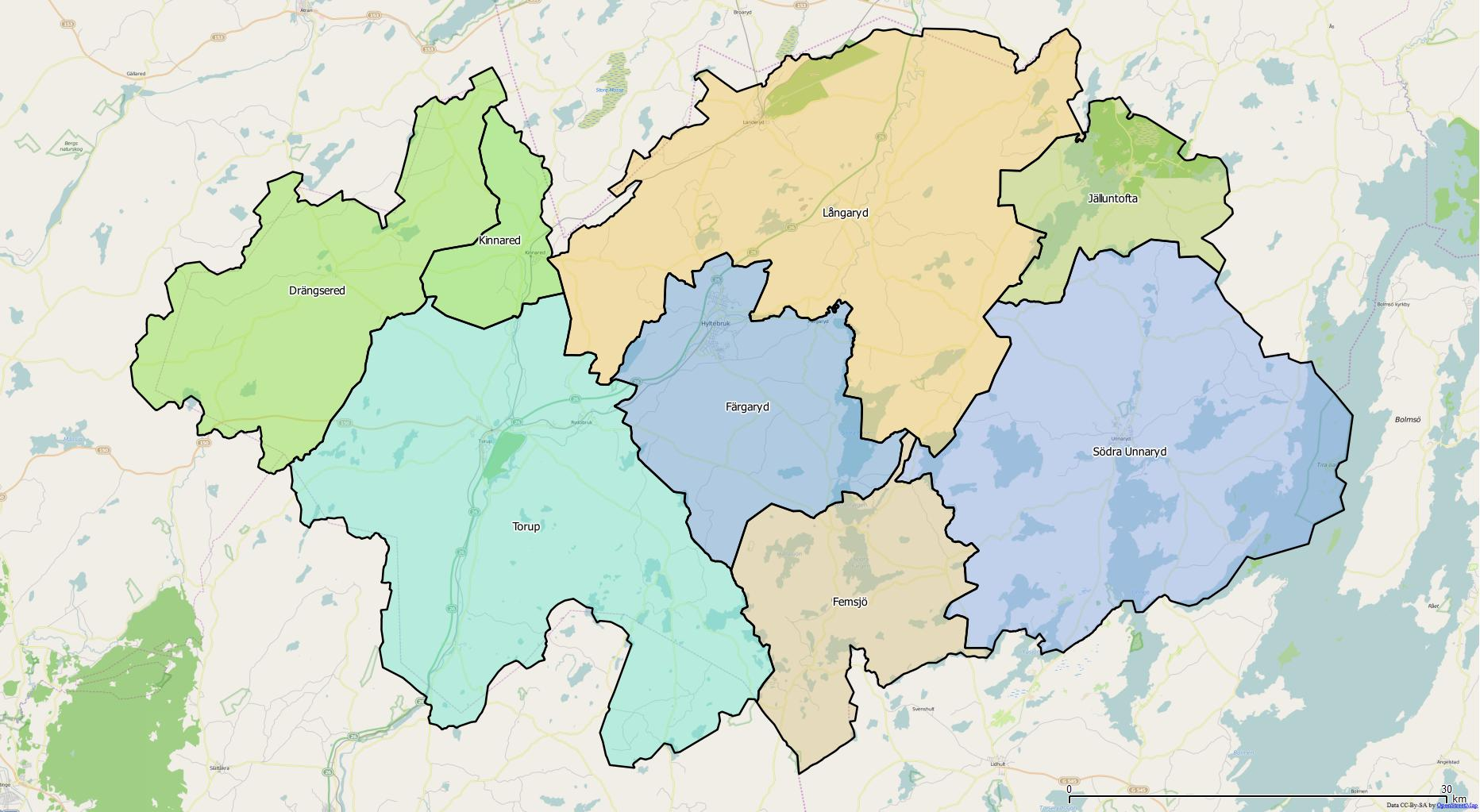
Distrikt (socknar) inom Hylte kommun

Från 2016 indelas kommunen istället i åtta  distrikt, vilka motsvarar de tidigare socknarna: Drängsered, Femsjö, Färgaryd, Jälluntofta, Kinnared, Långaryd, Södra Unnaryd och Torup.

### Tätorter
Det finns sex tätorter i Hylte kommun.
I tabellen presenteras tätorterna i storleksordning per den 31 december 2016. Centralorten är i fet stil.
| Nr | Tätort    | Befolkning | Karta över tätorterna |
| -- | --------- | ---------- | --------------------- |
| 1  | Hyltebruk | 4 139      |                       |
| 2  | Torup     | 1 275      |                       |
| 3  | Unnaryd   | 866        |                       |
| 4  | Landeryd  | 443        |                       |
| 5  | Rydöbruk  | 420        |                       |
| 6  | Kinnared  | 353        |                       |

## Styre och politik

### Styre
| År        | Partier | Partier | Partier | Partier | Partier | Partier |
| --------- | ------- | ------- | ------- | ------- | ------- | ------- |
| 1994–1998 | S       | C       |         |         |         |         |
| 1998–2002 | S       | FP      | KV      |         |         |         |
| 2002–2006 | S       | C       | M       | FP      | V       |         |
| 2006–2010 | C       | S       | M       | FP      | V       |         |
| 2010–2014 | C       | KV      | M       | FP      | KD      |         |
| 2014–2018 | S       | L       | V       | MP      | SPI     |         |
| 2018–2022 | S       | L       | KV      | V       |         |         |
| 2022–     | S       | V       | L       | KV      |         |         |

### Kommunfullmäktige

#### Presidium
| Presidium 2022–2026    | Presidium 2022–2026 | Presidium 2022–2026 |
| ---------------------- | ------------------- | ------------------- |
| Ordförande             | S                   | Micael Arnström     |
| Förste vice ordförande | C                   | Lennart Ohlsson     |
| Andre vice ordförande  | SD                  | Ray Alexén          |

#### Mandatfördelning 1970–2022
| 16 | 5 | 16 | 4 |

| 36 |

| 18 | 3 | 20 | 2 | 6 |

| 44 |

| 17 | 3 | 19 | 4 | 6 |

| 40 | 9 |

| 19 | 3 | 16 | 5 | 6 |

| 38 | 11 |

| 20 |  | 3 | 15 | 3 |  | 6 |

| 36 | 13 |

| 19 |  | 3 | 15 | 4 |  | 6 |

| 38 | 11 |

| 19 | 3 | 3 | 15 | 4 | 5 |

| 31 | 18 |

| 18 | 2 | 5 | 12 | 4 | 2 | 6 |

| 32 | 17 |

|  | 23 | 4 | 12 | 3 | 6 |

| 28 | 21 |

| 3 | 18 |  | 6 | 9 | 3 | 9 |

| 31 | 18 |

| 2 | 20 |  | 2 | 11 | 3 | 3 | 7 |

| 35 | 14 |

|  | 12 | 11 | 8 | 2 | 2 | 7 |

| 29 | 14 |

|  | 14 |  |  | 2 | 8 | 7 | 3 |  | 5 |

| 28 | 15 |

|  | 15 |  |  | 4 | 4 | 7 | 2 | 4 |

| 19 | 20 |

| 2 | 16 | 8 | 2 | 7 | 2 | 4 |

| 24 | 17 |

| 2 | 13 | 10 | 2 | 6 | 2 | 2 | 4 |

| 25 | 16 |

### Nämnder

#### Kommunstyrelse
Kommunstyrelsen i Hylte kommun utgörs av 11 ordinarie ledamöter. Dess ordförande är kommunens kommunråd och dess andre vice ordförande är kommunens oppositionsråd.
Under kommunstyrelsen finns tre utskott: arbetsutskottet, personalutskottet och tillväxtutskottet.
| Presidium 2023–2026    | Presidium 2023–2026 | Presidium 2023–2026 |
| ---------------------- | ------------------- | ------------------- |
| Ordförande             | S                   | Ronny Löfquist      |
| Förste vice ordförande | S                   | Birgitta Årzén      |
| Andre vice ordförande  | SD                  | Stina Isaksson      |

#### Lista över kommunstyrelsens ordförande
- Ernst Mårtensson, Socialdemokraterna, 1 januari 1971–1973[19][20]
- Gerhard Wilhelmsson, Moderaterna, 31 december 1973–12 december 1976[21]
- Martin Wiktorsson, Centerpartiet, 31 december 1976–30 december 1982[21]
- Rolf Kenneryd, Centerpartiet, 31 december 1982–30 december 1985[21]
- Björn Kull, Centerpartiet, 1 januari 1986–31 december 1991[21]
- Inge Gustafsson, Moderaterna, 31 december 1991–30 december 1994[21]
- Willy Strömblad, Socialdemokraterna, 31 december 1994–18 december 2001[21]
- Jennie Nilsson, Socialdemokraterna, 31 december 2002–30 september 2006[21]
- Micael Arnström, Socialdemokraterna, 1 oktober 2006–30 december 2006[21]
- Lennart Ohlsson, Centerpartiet, 31 december 2006–31 december 2013[21]
- Henrik Erlingsson, Centerpartiet, 1 februari 2013–30 december 2014[21]
- Ronny Löfquist, Socialdemokraterna, 31 december 2014–[21]

Denna lista hämtas från Wikidata. Informationen kan ändras där.

#### Övriga nämnder
| Nämnd                        | Ordförande | Ordförande               | Förste vice ordförande | Förste vice ordförande | Andre vice ordförande | Andre vice ordförande |
| ---------------------------- | ---------- | ------------------------ | ---------------------- | ---------------------- | --------------------- | --------------------- |
| Barn- och utbildningsnämnden | S          | Leif Smith               | S                      | Per-Yngve Bengtsson    | C                     | Malin Svan            |
| Kultur- och folkhälsonämnden | S          | Hanna Kjellin            | S                      | Ingemar Lund           | C                     | Solbritt Karlsson     |
| Omsorgsnämnden               | S          | Victoria Strand          | S                      | Zofia Sarna            | C                     | Magdalena Barkström   |
| Samhällsbyggnadsnämnden      | S          | Malin Thydén-Kärrman     | S                      | Roger Andersson        | M                     | Tobias Tillkvist      |
| Tillsynsnämnden              | S          | Ann-Christin Wendpaap    | C                      | Harri Kytöharju        |                       |                       |
| Valnämnden                   | S          | Maria Johansson Arnström | C                      | Katarina Bengtsson     |                       |                       |

Källa:

### Valresultat 2022
| Parti                            | Valdistrikt         | Valdistrikt | Kommun  |
| Parti                            | Starkaste           | Andel       | Andel   |
| -------------------------------- | ------------------- | ----------- | ------- |
| S                                | Hyltebruk           | 42,63 %     | 32,06 % |
| SD                               | Rydöbruk-Femsjö     | 33,05 %     | 24,05 % |
| C                                | Landeryd-Långaryd   | 30,47 %     | 14,66 % |
| M                                | Rydöbruk-Femsjö     | 13,22 %     | 10,90 % |
| KD                               | Unnaryd-Jälluntofta | 7,24 %      | 4,40 %  |
| V                                | Rydöbruk-Femsjö     | 7,46 %      | 4,40 %  |
| L                                | Torup               | 11,09 %     | 3,96 %  |
| KV                               | Örnabäckshult       | 8,80 %      | 3,88 %  |
| MP                               | Unnaryd-Jälluntofta | 3,62 %      | 1,38 %  |
| Data hämtat från Valmyndigheten. |                     |             |         |

Exklusive uppsamlingsdistrikt. Partier som fått mer än en procent av rösterna i minst ett valdistrikt redovisas.

## Ekonomi och infrastruktur

### Näringsliv
I kommunen domineras näringslivet av tillverkningsindustrin, där cirka 40 procent av de förvärvsarbetande är anställda. Det är en småföretagarkommun, där nästan 80 procent av arbetsplatserna har färre än fem anställda. Trots det utgör de ledande företagen, Stora Enso Paper AB och Smurfit Kappa Sverige AB, en betydande del av sysselsättningen. Stora Enso Paper AB är ett av världens största och modernaste tidningspappersbruk och den största enskilda arbetsgivaren i Hallands län. Smurfit Kappa Sverige AB specialiserar sig på tillverkning av wellpapp för emballage.

### Infrastruktur

#### Transporter
Från sydväst till nordöst genomkorsas kommunen av riksväg 26 (Nissastigen), medan länsväg 150 utgår från Torup i västlig riktning. Från sydväst till nordöst genomkorsas kommunen även av järnvägslinjen Halmstad-Nässjö som trafikeras av regiontågen Krösatågen med stationer i Torup, Kinnared och Landeryd och med bibanan Torup-Hyltebruk.

## Befolkning

### Demografi
Hylte kommun utmärker sig som den kommun i Sverige med de yngsta förstagångsmammorna, 2020 var medelåldern 26,1 år.

#### Befolkningsutveckling
Kommunen har 10 183 invånare (31 mars 2025), vilket placerar den på 213:e plats avseende folkmängd bland Sveriges kommuner.
| Befolkningsutvecklingen i Hylte kommun 1970–2020 | Befolkningsutvecklingen i Hylte kommun 1970–2020 | Befolkningsutvecklingen i Hylte kommun 1970–2020 | Befolkningsutvecklingen i Hylte kommun 1970–2020 | Befolkningsutvecklingen i Hylte kommun 1970–2020 |
| ------------------------------------------------ | ------------------------------------------------ | ------------------------------------------------ | ------------------------------------------------ | ------------------------------------------------ |
|                                                  |                                                  |                                                  |                                                  |                                                  |
| År                                               |                                                  |                                                  | Folkmängd                                        |                                                  |
| 1970                                             | 1970                                             |                                                  | 10 990                                           |                                                  |
| 1975                                             | 1975                                             |                                                  | 11 152                                           |                                                  |
| 1980                                             | 1980                                             |                                                  | 11 211                                           |                                                  |
| 1985                                             | 1985                                             |                                                  | 10 841                                           |                                                  |
| 1990                                             | 1990                                             |                                                  | 11 143                                           |                                                  |
| 1995                                             | 1995                                             |                                                  | 10 963                                           |                                                  |
| 2000                                             | 2000                                             |                                                  | 10 479                                           |                                                  |
| 2005                                             | 2005                                             |                                                  | 10 368                                           |                                                  |
| 2010                                             | 2010                                             |                                                  | 10 177                                           |                                                  |
| 2015                                             | 2015                                             |                                                  | 10 514                                           |                                                  |
| 2020                                             | 2020                                             |                                                  | 10 851                                           |                                                  |

## Kultur

### Kulturarv
Inom kommunen finns det fyra byggnadsminnen:
- Brunnsbacka sågkvarn i Unnaryd
- Landeryds station i Landeryd
- Rydöbruks missionshus i Rydöbruk
- Slätteryds byskola i Unnaryd

### Kommunvapen
Blasonering: Sköld av en vågskura delad i guld, vari ett uppskjutande rött vattenhjul, och blått, vari två bjälkar av guld.
Kommunen bildades i sin nuvarande form 1974, men det skulle dröja fram till 1987, innan ett kommunvapen kunde registreras i PRV. Ingen av de tidigare enheterna inom kommunens område hade haft vapen. Vågorna är Nissan, bjälkarna är trästockar (för skogsbruket) och vattenhjulet symboliserar industrin.